# Bramming Sogn
Bramming Sogn ist eine Kirchspielsgemeinde (dän.: Sogn) im südlichen Dänemark. Bis 1970 gehörte sie zur Harde Gørding Herred im damaligen Ribe Amt, danach zur Bramming Kommune im erweiterten Ribe Amt, die im Zuge der Kommunalreform zum 1. Januar 2007 in der „neuen“  Esbjerg Kommune in der Region Syddanmark aufgegangen ist.
Im Kirchspiel leben 7565 Einwohner, davon 7171 in der Stadt Bramming selbst (Stand:1. Januar 2023). Im Kirchspiel liegen die Kirchen „Sankt Ansgar Kirke“ und „Sankt Knuds Kirke“.
In der Nähe des Bahnhofs kam es am 26. Juli 1913 zum Eisenbahnunfall von Bramming, bei dem 15 Menschen starben.